# Nazionale maschile di pallavolo della Colombia
La nazionale di pallavolo maschile della Colombia è una squadra sudamericana composta dai migliori giocatori di pallavolo della Colombia ed è posta sotto l'egida della Federazione pallavolistica della Colombia.

## Rosa
Segue la rosa dei giocatori convocati per le campionato sudamericano 2023.
| N° | Nome                | Ruolo | Data di nascita   | Squadra            |
| -- | ------------------- | ----- | ----------------- | ------------------ |
| 1  | Roosvuelt Ramos     | L     | 20 gennaio 2003   | Valle del Cauca    |
| 2  | Andrés Piza         | S     | 8 marzo 1991      | Paralimni          |
| 3  | Juan Estupiñan      | C     | 24 novembre 2000  | -                  |
| 5  | Ronnie Mosquera     | O     | 29 gennaio 2003   | Narbonne           |
| 8  | Leandro Mejía       | C     | 8 novembre 1996   | Näfels             |
| 9  | Jharold Caicedo     | S     | 3 settembre 2001  | Caldas             |
| 10 | Gustavo Larrahondo  | O     | 13 marzo 1998     | Hapoel SVA Rehovot |
| 11 | Léiner Aponzá       | S     | 27 agosto 2001    | Jakarta Pertamina  |
| 12 | Daniel Medina       | S     | 10 settembre 2000 | Hapoel SVA Rehovot |
| 13 | Juan Camilo Ambuila | P     | 11 giugno 1992    | -                  |
| 18 | Samuel Jaramillo    | P     | 27 dicembre 2002  | -                  |
| 19 | Jorge Mesa          | P     | 20 novembre 1999  | Antioquia          |
| 23 | Daniel Aponzá       | C     | 27 agosto 2001    | Kamnik             |

## Risultati

### Competizioni CSV
| 1951 | non qualificata | -            |
| 1956 | non qualificata | -            |
| 1958 | non qualificata | -            |
| 1961 | 5º posto        | Convocazioni |
| 1962 | non qualificata | -            |
| 1964 | non qualificata | -            |
| 1967 | non qualificata | -            |
| 1969 | 7º posto        | Convocazioni |
| 1971 | 5º posto        | Convocazioni |
| 1973 | 5º posto        | Convocazioni |
| 1975 | non qualificata | -            |
| 1977 | non qualificata | -            |
| 1979 | non qualificata | -            |
| 1981 | non qualificata | -            |
| 1983 | 5º posto        | Convocazioni |
| 1985 | 5º posto        | Convocazioni |
| 1987 | non qualificata | -            |
| 1989 | 6º posto        | Convocazioni |
| 1991 | non qualificata | -            |
| 1993 | non qualificata | -            |
| 1995 | non qualificata | -            |
| 1997 | 6º posto        | Convocazioni |
| 1999 | 5º posto        | Convocazioni |
| 2001 | 4º posto        | Convocazioni |
| 2003 | non qualificata | -            |
| 2005 | 4º posto        | Convocazioni |
| 2007 | 6º posto        | Convocazioni |
| 2009 | 4º posto        | Convocazioni |
| 2011 | 4º posto        | Convocazioni |
| 2013 | 3º posto        | Convocazioni |
| 2015 | 3º posto        | Convocazioni |
| 2017 | 5º posto        | Convocazioni |
| 2019 | 6º posto        | Convocazioni |
| 2021 | 4º posto        | Convocazioni |
| 2023 | 3º posto        | Convocazioni |

### Competizioni zonali
| 1955 | non qualificata | -            |
| 1959 | non qualificata | -            |
| 1963 | non qualificata | -            |
| 1967 | non qualificata | -            |
| 1971 | 10º posto       | Convocazioni |
| 1975 | non qualificata | -            |
| 1979 | non qualificata | -            |
| 1983 | non qualificata | -            |
| 1987 | non qualificata | -            |
| 1991 | non qualificata | -            |
| 1995 | non qualificata | -            |
| 1999 | 6º posto        | Convocazioni |
| 2003 | non qualificata | -            |
| 2007 | non qualificata | -            |
| 2011 | non qualificata | -            |
| 2015 | 8º posto        | Convocazioni |
| 2019 | non qualificata | -            |
| 2023 | 3º posto        | Convocazioni |

| 2006 | non qualificata | -            |
| 2007 | non qualificata | -            |
| 2008 | non qualificata | -            |
| 2009 | non qualificata | -            |
| 2010 | 8º posto        | Convocazioni |
| 2011 | non qualificata | -            |
| 2012 | non qualificata | -            |
| 2013 | non qualificata | -            |
| 2014 | 9º posto        | Convocazioni |
| 2015 | non qualificata | -            |
| 2016 | 8º posto        | Convocazioni |
| 2017 | non qualificata | -            |
| 2018 | 9º posto        | -            |
| 2019 | non qualificata | -            |
| 2022 | non qualificata | -            |
| 2023 | 6º posto        | Convocazioni |
| 2024 | 6º posto        | Convocazioni |

| 1978 | non qualificata | -            |
| 1982 | non qualificata | -            |
| 2010 | 3º posto        | Convocazioni |
| 2014 | 5º posto        | Convocazioni |
| 2018 | 4º posto        | Convocazioni |
| 2022 | 2º posto        | Convocazioni |